# Caracheo
Caracheo es una localidad del estado mexicano de Guanajuato. Es parte del municipio de Cortazar.

## Toponimia
El nombre «Caracheo» proviene del purépecha, su significado es «agua seca».

## Demografía
| Gráfica de evolución demográfica |
|                                  |

| Censo | Población |
| ----- | --------- |
| 1900  | 247       |
| 1910  | —         |
| 1921  | 326       |
| 1930  | 346       |
| 1940  | 393       |
| 1950  | 484       |
| 1960  | 755       |
| 1970  | 944       |
| 1980  | 879       |
| 1990  | 1 488     |
| 2000  | 1 320     |
| 2010  | 1 230     |
| 2020  | 1 306     |